# Корона Фридриха I
Корона Фридриха I (нем. Krone Friedrichs I) — часть королевских регалий Пруссии, была изготовлена для церемонии коронации короля Пруссии Фридриха I. Коронация состоялась 18 января 1701 в Кёнигсбергском замке, Фридрих короновал себя под именем Фридрих I и свою жену Софию Шарлотту, что должно было подчеркнуть независимость его трона от любой светской или церковной власти. Корона была впоследствии использована для коронаций преемника Фридриха I, Фридриха Вильгельма I и сына последнего — Фридриха II, известного также как Фридрих Великий, и других прусских монархов. Часть драгоценностей короны впоследствии были использованы для короны Вильгельма II.
В настоящее время корона хранится в Берлине во дворце Шарлоттенбург.